# Привидение (Плавт)
«Привидение» (лат. Mostellaria) — комедия-паллиата римского драматурга Тита Макция Плавта, написанная и поставленная предположительно после 195 года до н. э.
Комедии с тем же названием были у греческих авторов Филемона и Менандра. Какая из них стала в этом случае источником сюжетного материала, неясно, но у Плавта упоминается правитель Сиракуз Агафокл, который пережил Менандра. Учитывая это, некоторые антиковеды полагают, что Плавт переработал пьесу Филемона.
В средневековой Европе было создано несколько обработок «Привидения». Определённое влияние этой пьесы заметно в творчестве Уильяма Шекспира: в его комедии «Укрощение строптивой» двух слуг зовут Грумион и Транион (это имена персонажей Плавта).